# Cá linh gió
Cá linh gió (danh pháp hai phần: Cirrhinus caudimaculatus) là một loài cá thuộc chi Cá trôi trong họ Cá chép. Loài cá này sinh sống ở lưu vực sông Chao Phraya ở Thái Lan và hồ Tonlé Sap ở Campuchia.